# 灰燼與鑽石
《灰烬与钻石》（波蘭語：Popiół i diament）是1958年由安杰依·瓦伊达执导的波兰电影，为其“战争三部曲”的最后一部。本片被许多影评人认为是最伟大的波兰电影之一，马丁·斯科塞斯与弗朗西斯·科波拉都将此片列为他们本人最喜欢的电影之一。